# Physcia aipolia
Фісція айполія (Physcia aipolia) — вид лишайників роду фісція (Physcia). Сучасну біномінальну назву надано у 1839 році.

## Будова

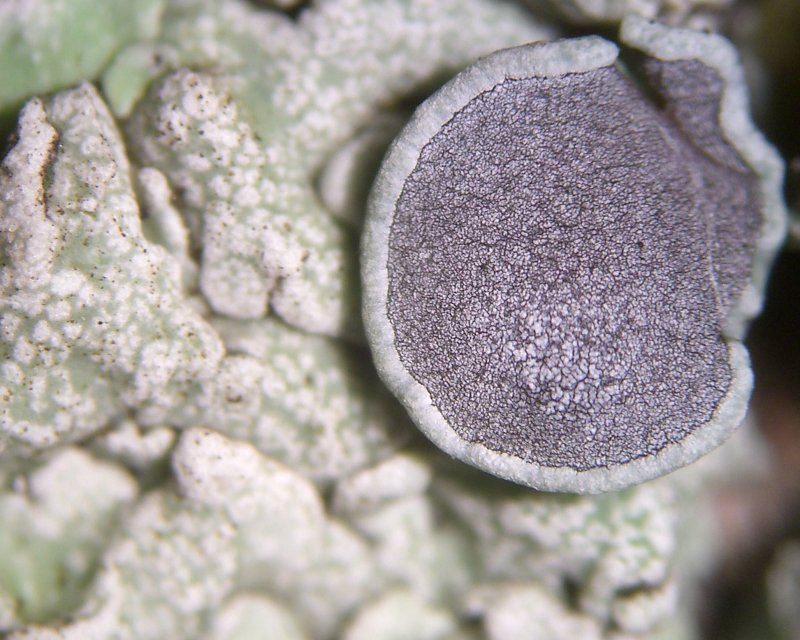
Апотецій лишайника

Тіло лишайника має вигляд великих розеток з вильчато розгалуженими лопатями на кінцях до 10 см в діаметрі. Зверху талом білувато- або голубовато-сірий, знизу темний, з коричневими ризоїдами. У центрі талома має численні апотеції 1,5−2 мм в діаметрі. Диск апотецій червонувато-коричневий, звичайно покритий густим сизим нальотом, злегка увігнутий, оточений товстим світлим краєм.

## Поширення та середовище існування
Росте на корі листяних дерев, зокрема на осиці.